# Строд, Иван Яковлевич
Иван Яковлевич Строд (имя при рождении Ионс или Ян (Янис); 29 марта (10 апреля) 1894, Люцин, Витебская губерния, Российская империя — 19 августа 1937, Москва, СССР) — советский военачальник, участник Первой мировой войны, полный Георгиевский кавалер, участник Гражданской войны в Сибири. Один из нескольких военных РСФСР — трижды кавалер высшей награды Советской России ордена Красного Знамени, и кавалер персонального краснознамённого ордена Якутии. Известный советский писатель-мемуарист. Жертва репрессий 1937—1938 годов.

## Биография[1]
Будущий герой Гражданской войны Ионс Строд родился 29 марта (10 апреля) 1894 года в латгальской части Витебской губернии Российской империи, в городе Люцин, в семье военного фельдшера. Отец — латгалец, мать — полька. Там же окончил церковно-приходскую, а затем — трёхклассную городскую школу.
С началом первой мировой войны ушёл добровольцем на фронт, служил в Русской армии. Полный Георгиевский кавалер, получил чин прапорщика. В период Октябрьской Революции 1917 года вернулся на родину, а после провозглашения Латвийской социалистической советской республики вступил добровольцем в Латышскую стрелковую дивизию в числе 29 уроженцев Люцина, из которых 17 были большевиками.
По своей партийной принадлежности И. Строд первоначально был анархистом-коммунистом, как и его боевой командир и соратник Н. А. Каландаришвили. Как вспоминал сам Строд: «В то время я не сильно разбирался в политике и политических партиях, но мой классовый инстинкт подсказывал мне, что надо держаться подлинно народной Советской власти и бороться за неё». С 1927 года Иван Строд — член ВКП(б).

### Начало Гражданской войны
В 1918 году вступил в Красную армию. С апреля по август 1918 года в Восточной Сибири и Забайкалье сражался с чехословаками и войсками атамана Семёнова. В сентябре 1918 года после совещания на станции Урульга красные решили уйти в подполье, и перейти к партизанским методам борьбы. С группой руководящих работников Центросибири во главе с Н. Н. Яковлевым Строд уходит в якутскую тайгу, пытаясь пробиться в Якутск или Олёкминск. Двигаясь по тайге, группа едва не погибла в от голода и лютых морозов, пока не вышла случайно к стойбищу эвенков. Пополнив запасы продовольствия и одежды, получив хорошего проводника, отряд направился дальше в Якутск. Однако группу стал преследовать отряд белогвардейцев.
Чудом уцелев при гибели группы в ноябре 1918 года после кровавой расправы на подступах к Олёкминску, учинённой казачьим отрядом под командованием прапорщика И. Захаренко, Строд и немногочисленные его соратники оказались заключёнными в якутской тюрьме. Эсеровское руководство Якутской области разочаровалось в правительстве Колчака и обратилось к И. Строду с просьбой помочь консультациями и военными знаниями для осуществления антиколчаковского восстания. Таким образом, отряд Строда в декабре 1919 года помог свержению в Якутске колчаковской власти и затем участвовал в становлении местных отрядов красной самообороны (до включения их в состав Красной армии).
Восстановившись в Красной армии, Иван Строд стал комэском — командовал кавалерийским эскадроном численностью в 300 сабель, сыграв решающую роль в восстановлении Советской власти в Олёкминском округе, Сунтарском и Хочинском улусах Вилюйского округа.
Выехав в апреле 1919 года в Восточную Сибирь, Строд командует батальоном, полком в дивизии командира сибирских партизан «дедушки» Н. А. Каландарашвили. Участвует в боях с японскими интервентами, унгерновцами и семёновцами, в том числе были бои на территории современной Монголии. В октябре того же года боевой комэкс был награждён его первым орденом Красного Знамени. Вскоре его отряд совершает боевой поход до Читы, где Строд, по поручению Сибревкома, участвует в работе Учредительного съезда буферной Дальневосточной республики, а затем служит в различных частях народно-освободительной армии ДВР. С октября 1920 командир кавалерийского отряда в составе армии Дальневосточной Республики. После ликвидации ДВР все «красные» отряды этой республики вновь зачислены в состав Красной армии Советской России.

### Якутский мятеж 1921—1923 годов
В сентябре 1921 года в Якутии разразилось серьёзное восстание при участии около двухсот белогвардейцев, ведомых корнетом Михаилом Коробейниковым. На подавление этого восстания были брошены значительные силы.
В декабре 1921 года Реввоенсовет 5-й армии направляет Строда в Якутск, назначив начальником головного эшелона 2-го Северного отряда командующего вооружёнными силами Якутской губернии и Северного края Н. А. Каландарашвили. После гибели Нестора Александровича в засаде на подступах к Якутску Строд принимает командование отрядом, получившим имя Каландарашвили.
С именем Строда связаны разгром опорных пунктов повстанцев под Якутском в хаптагайском и тулагинском боях, первая Амгинская операция весной 1922 года по освобождению осаждённого красного гарнизона. Затем И. Строду была поручена новая ответственная миссия — ликвидация белоповстанческого движения (во главе с П. Павловым и другими) в Вилюйском округе, с чем Строд справился блестяще.
И. Я. Строда называли искусным мастером таёжных боёв. Талант Строда как боевого командира наиболее ярко проявился в борьбе с дружиной генерала Анатолия Пепеляева. Небольшой сводный отряд красных, неся большие потери в людях, испытывая острый недостаток продуктов, воды, медикаментов, с 13 февраля по 3 марта 1923 года в урочище Сасыл-Сысыы (Лисья поляна), неподалёку от слободы Амга, выдержал 18-дневную осаду в условиях жестоких якутских морозов. Оборона Сасыл-Сысыы вошла в историю Красной армии, получив название «Ледяная осада в Амге». Исторически это было последнее в Советской России крупное сражение Гражданской войны.
Якутским боевым событиям, борьбе с пепеляевщиной посвящена книга воспоминаний И. Строда «В якутской тайге».
За подвиг в сражении у Сасыл-Сысыы комэск Иван Строд был награждён вторым орденом Красного Знамени, золотым персонально для него изготовленным (И. Строду от ЦИК Якутии) нагрудным знаком ЦИК ЯАССР и серебряной шашкой с золотой надписью «Герою Якутии».
Однако обстановка в Сибири продолжала оставаться нестабильной, в разных районах Иркутской и Забайкальской губерний, Якутской области (республики) и Туруханского края предпринимались попытки ликвидировать местную советскую власть. И. Я. Строд командовал оперативным кавалерийским отрядом и участвовал в усмирении таких мятежей и в сражениях с белоповстанцами. Осенью 1923 года, командуя батальоном в Восточной Сибири, Строд разгромил считавшегося неуловимым несколько лет в Приангарье и верховьях Лены белопартизанский отряд бывшего фронтового офицера Д. П. Донского. За эту победу командование Красной Армии наградило его третьим орденом Красного Знамени.
Строд был связан дружбой с якутским народом и, несмотря на то что был грозным боевым командиром, всегда предпочитал мирные, дипломатические способы улаживания конфликтов. Современники отмечали, что чаще всего он умудрялся решать через переговоры убедить мятежников прекратить сопротивление и сдать оружие — в событиях 1918—1924 года он, где по якутской тюрьме, где по иным ситуациям, многих оказавшихся мятежниками знал лично. Особенно его ценили за нежестокость в районах Якутии, где Стродом был также создан отряд из местных жителей-якутов. Подобная ситуация была зимой 1924—1925 гг., когда, командуя маневренной группой Аяно-Нельканского направления, уговорил повстанцев М. К. Артемьева сдаться (см. Тунгусское восстание). В 1927—1928 гг. обеспечил мирную сдачу конфедералистов, нарушив тем самым секретный приказ ОГПУ — «инсценировать бой» с целью последующего жёсткого карательного рейда спецполка чекистов. Инсценировка боя для ОГПУ нужна была для подтверждения версии Центра о том, что якутские конфедералисты подняли восстание против советской власти.

### После Гражданской войны
В 1924 году окончил в Москве курсы комсостава «Выстрел». В последующие годы И. Я. Строд обучался в военной академии имени тов. Фрунзе, в 1927 году, уже более 6 лет не поддерживая связи с анархо-коммунистами, вступил в ВКП(б). Был командиром в частях Красной армии до решения медицинской комиссии, что прежние ранения и подрыв здоровья в Якутии не совместимы со строевой службой в рядах РККА. В 1927 году был уволен из Красной Армии по состоянию здоровья в резерв (военная служба вне войсковых частей) и сосредоточился на писательской деятельности — его первые воспоминания о Гражданской войне были восторженно приняты читателями и литературной критикой. Для возможности работы с архивами Сибири Иван Строд просит направление в Томск, где получает должность сначала командиром городского Осоавиахима, затем командует гарнизонным Домом Красной Армии. После комиссования в московской медкомиссии, как герой Гражданской войны, получил статус персонального пенсионера РККА.
Работа в Томске позволяла длительные командировки в Якутию, где Строд продолжал собирать литературный материал для своих повестей-воспоминаний. В связи с публикацией книг Ивана Строда стали называть одним из ярких писателей-баталистов Советского Союза.
И. Я. Строд стал жертвой необоснованных политических репрессий. Арестован 4 февраля 1937 года. Предъявлено обвинение по статьям 58-8, 58-11 УК РСФСР («Участие в антисоветской террористической организации»). 19 августа 1937 года Военной коллегией Верховного суда СССР приговорён к высшей мере наказания, в тот же день расстрелян. Посмертно реабилитирован 23 июля 1957 года.
В 1973 году Якутским книжным издательством переиздана книга Строда «В якутской тайге».

## Память
- В 1968 году в Москве Военным издательством Министерства обороны СССР был издан комплект портретов «Герои гражданской войны» (36 портретов), тираж издания составил 75000 экземпляров[6].
- Имя Строда присвоено одной из улиц города Якутска и села Амга.
- В поселке Мача есть улица им. Строда.
- В селе Нелькан одна из улиц также имеет название Строда.
- В местности Сасыл-Сысы Амгинского улуса был сооружён мемориальный комплекс, посвящённый подвигу красноармейцев во главе с И. Я. Стродом в «Ледяной осаде», там же стоит его памятник.
- Именем Ивана Строда был назван теплоход.
- Именем Ивана Строда названа улица в поселке Хандыга Томпонского района
- Иван Строд являлся прообразом главного героя, сыгранного Улдисом Пуцитисом, в фильме «Утро долгого дня» (1968). Пуцитис сыграл Строда также в фильме «Сибирский дед» (1974).
- 20 августа 2017 года в Москве на фасаде дома 10/12 в Басманном тупике был установлен мемориальный знак «Последний адрес» Ивана Яковлевича Строда[7].

## Награды
- полный Георгиевский кавалер — награждён четырьмя Георгиевскими крестами.
- Орден Красного Знамени (1922) за бой при станице Верхне-Ульхунская 27 октября 1920.
- Орден Красного Знамени (1924) за то, что в 1923 году отстоял алас Сасыл-Сысыы от атаки отряда А. Н. Пепеляева.
- Орден Красного Знамени (28.03.1924) за ликвидацию отряда Д. П. Донского.
- Персональный краснознамённый орден Якутского ЦИК (1924).
- Наградное сабельное оружие с гравировкой «Герою Якутии» (1924).

## Интересные факты
- Когда 2 мая 1923 года в клубе культпросветобщества «Саха омук» состоялся митинг, посвящённый годовщине провозглашения Якутской автономии и победе над пепеляевщиной, то митинг постановил ходатайствовать перед президиумом ЯЦИК о присвоении тов. Строду почётного имени Строд Якутский. Как устно, так и в печати Строда называли не иначе как «красный герой Якутии». Другое, но уже неофициальное народное прозвание Строда (употребимое часто и в печати, в литературе) — «якутский Чапаев»[8]. При этом во время суда над Пепеляевым не побоялся высказать слово в его защиту.
- Строд за всё время своей военной деятельности получил восемь боевых ран, из них пять тяжёлых. В Сасыл-Сысыы он был тяжело ранен — пуля застряла у него в груди, но, несмотря на это, Иван Яковлевич продолжал руководить обороной, что говорит о его богатырском здоровье. «Ни рана, ни душнота „лазарета“ в хлеве, ни скудная еда не сокрушили его бодрости, не привели в уныние — писал М. Кропачев. — Мысли его были светлы, бодры. Он по-прежнему был мозгом нашей обороны, живым и деятельным и дельным. Он был нашим пророком провидцем в понимании противника и обстановки». В народных легендах говорилось даже, что Строду чужды ощущения боли от ран: чувствует плохо только после первой пулевой раны, а от второй оживает…[8].
- Чарующее впечатление на защитников революции производил сам отважный командир Иван Строд. Бывший военком Петропавловского гарнизона М. Кропачёв в своих воспоминаниях пишет: «Из Амги мне тов. Ляжнин — военком Амгинского гарнизона, прислал записку: „Советую Строда использовать как агитатора. Его любят слушать красноармейцы. Это какой-то жизненный эликсир“. И, правда, я увидел человека, полного энергии, воодушевления, богатого мыслями, знаниями военными, с привлекающим внимание разговором. Про него давно шла по Якутии молва, как о выдающемся командире-партизане; бывавшие с ним рассказывали о нём с восхищением»[8].
- В 2018 году потомки Ивана Строда и генерала Анатолия Пепеляева встретились в Сасыл-Сысыы. На встрече присутствовали Ольга Русина-Строд и Виктор Пепеляев – внуки некогда непримиримых врагов, а также их дети – Ян Строд и Игорь Пепеляев[9].